# 倉田プロモーション
倉田プロモーション（くらたプロモーション）は、日本の芸能事務所。主にアクションスタントで活躍する俳優が数多く所属していることで知られている。

## 概要
俳優の倉田保昭がスタントマン・アクション系俳優のマネージメント及び育成を目的として1976年に創設し、1988年に法人化した。主にアクションコーディネイト、映画・各種イベント・舞台の企画製作などをおこなっている。別拠点として大阪にも事務所が存在する。
倉田と同じく俳優の千葉真一により創設されたジャパンアクションクラブ（現：ジャパンアクションエンタープライズ）と並ぶ有名なボディスタントチームであり、数多くの優秀なスタントマンを輩出している。近年ではテレビや映画のみならず、テーマパークでのショーイベントにも活躍の場を広げている。

## これまで関与してきた番組
- とんねるずのみなさんのおかげです（仮面ノリダー・仮面ノリダーV2・キャプテンウルタカ・ゲロゲロの鬼太郎）
- 仮面ライダーシリーズ各作品（一部を除く）
- 映画 イエロードラゴン
- 君とゆきて咲く 新選組青春録 - アクション協力

ほか多数

## 現在および過去の所属者
- 早瀬恵子
- 永嶋美佐子
- 秋山智彦
- 出合正幸
- 清水一哉
- 坂本浩一
- 下村勇二
- 山下優
- 柴田愛之助
- 中村浩二
- 谷垣健治
- 髙橋伸稔
- 松井哲也
- 野口彰宏
- 小池達朗
- 中村忠弘
- 那須正成
- 坂詰真二
- 今村勝之
- 多賀谷渉
- 新上博巳
- 栗田政明
- 北野淳